# شانزدهمین اجلاس بریکس
اجلاس ۲۰۲۴ بریکس شانزدهمین اجلاس سالانه گروه بریکس بود که در کازان روسیه برگزار شد. این اولین اجلاس سران بریکس بود که مصر، اتیوپی، ایران و امارات متحده عربی پس از پیوستن آنها به این سازمان در پانزدهمین اجلاس سران بریکس، به عضویت آن درآمد.

## خروجی
موضوع این رویداد «تقویت چندجانبه گرایی برای توسعه و امنیت جهانی عادلانه» بود.
اعضای بریکس یک سیستم پرداخت به نام بریکس پی را معرفی کردند که برای تسهیل تراکنش‌ها و مبادله اطلاعات مالی بین بانک‌های مرکزی کشورهای شریک طراحی شده بود و به عنوان جایگزینی برای سیستم بین بانکی غربی سوییفت عمل می‌کرد. این سیستم تسویه حساب‌های بین‌المللی را تسهیل می‌کند.
اعلامیه بریکس کازان تصویب شده است. کشورهای بریکس اصلاحات سازمان ملل متحد و شورای امنیت و مشارکت کامل کشور فلسطین در سازمان ملل متحد را، مشروط به راه حل دو دولتی، تأیید می‌کنند. کشورهای بریکس موافقت کردند تا امکان‌سنجی ایجاد یک سیستم تسویه و سپرده برون مرزی مستقل را بررسی و بررسی کنند. وزرای دارایی کشورهای بریکس در ارزیابی استفاده از ارزهای ملی، ابزارهای پرداخت و پلتفرم‌ها در دوره ریاست جمهوری آتی پافشاری خواهند کرد و نتایج را گزارش خواهند داد.
در ۲۴ اکتبر، روسیه میزبان نشست عمومی شانزدهمین اجلاس سران بریکس در قالب BRICS Plus/Outreach بود که رهبران کشورهای مستقل مشترک المنافع، هیئت‌هایی از کشورهای آسیایی، آفریقایی، خاورمیانه و آمریکای لاتین و سران چندین سازمان بین‌المللی را گرد هم می‌آورد.
۱۳ کشور به عنوان کشورهای شریک بریکس اضافه شده‌اند: الجزایر، بلاروس، بولیوی، کوبا، اندونزی، قزاقستان، مالزی، نیجریه، تایلند، ترکیه، اوگاندا، ازبکستان و ویتنام.

## رهبران شرکت کننده

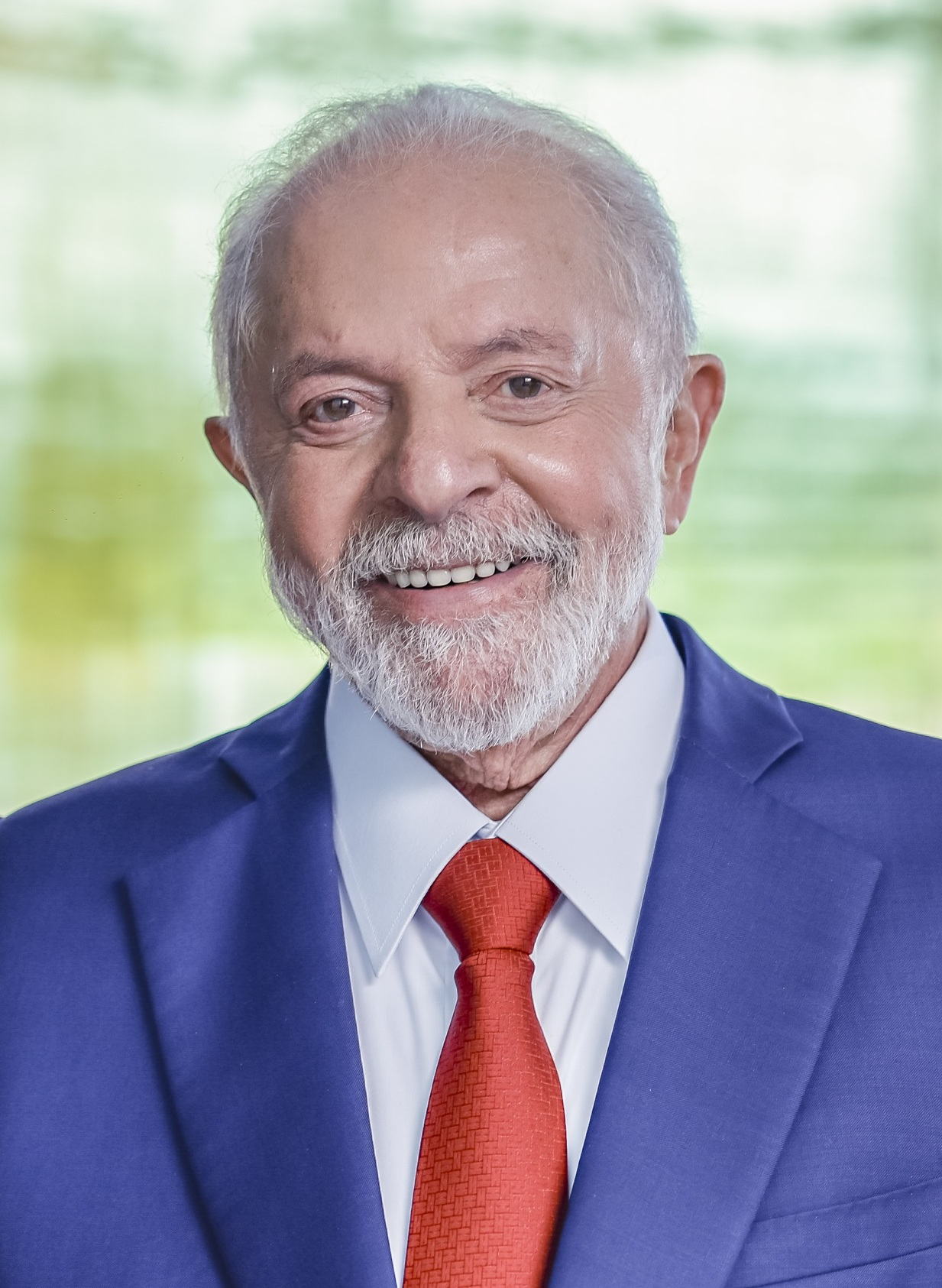
BRA لوئیس ایناسیو لولا دا سیلوا، رئیس‌جمهور
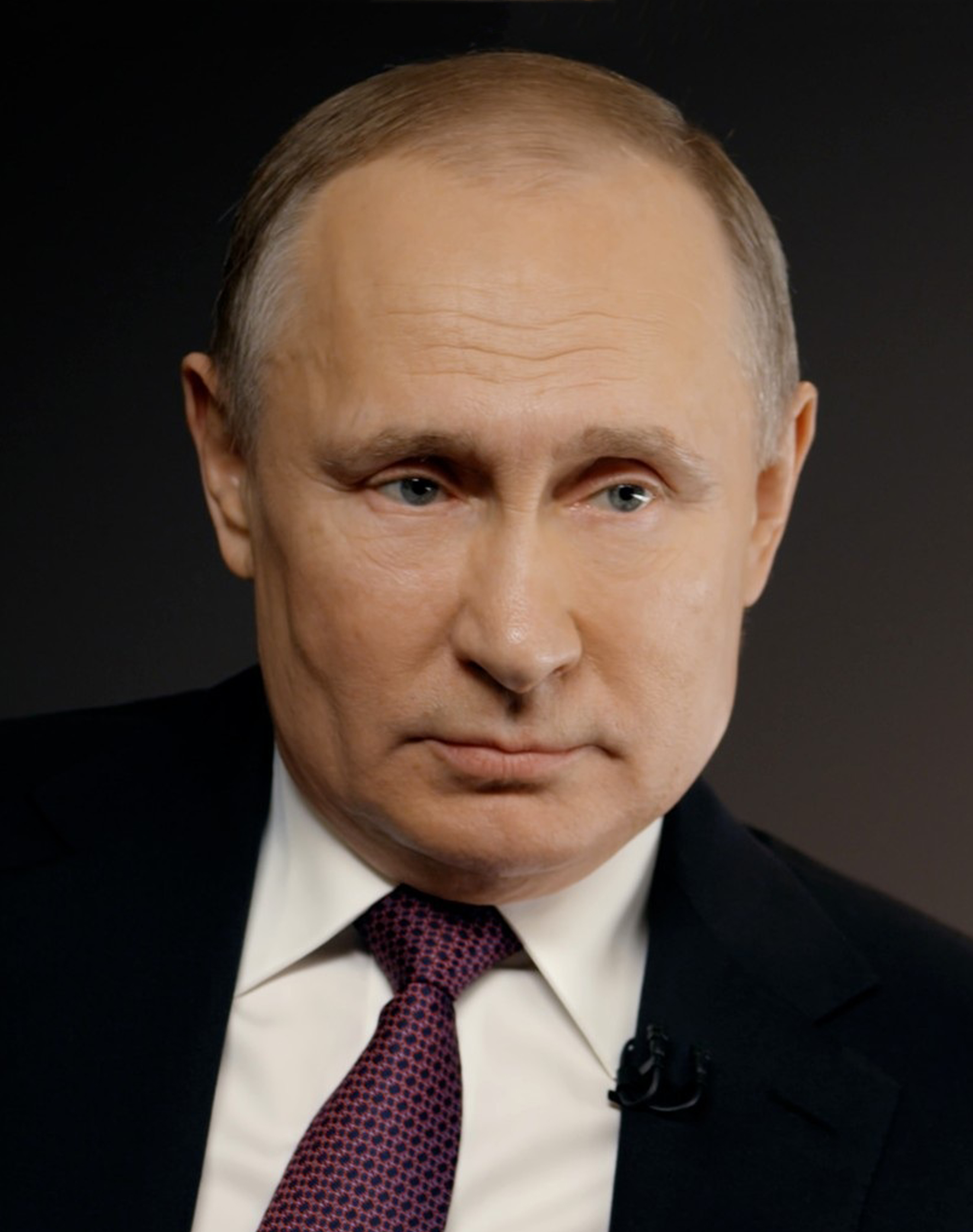
RUS ولادیمیر پوتین، رئیس‌جمهور (میزبان)
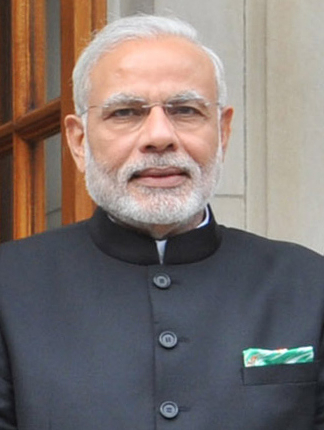
IND نارندرا مودی، نخست‌وزیر
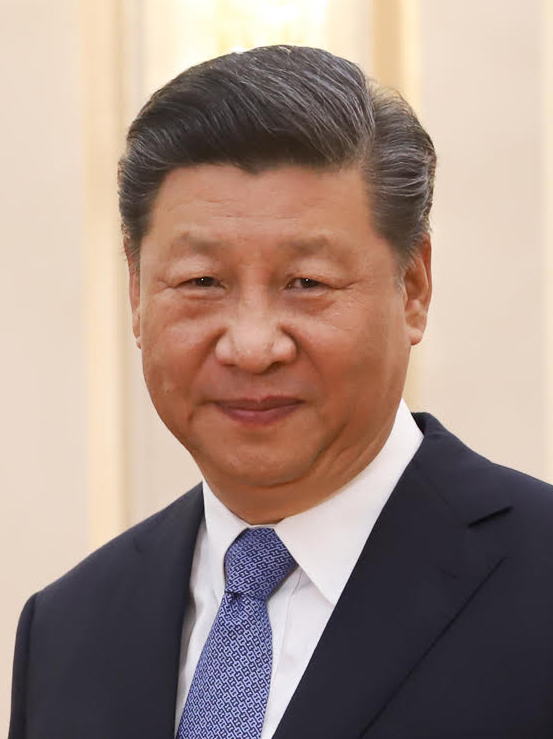
CHN شی جین پینگ، رئیس‌جمهور
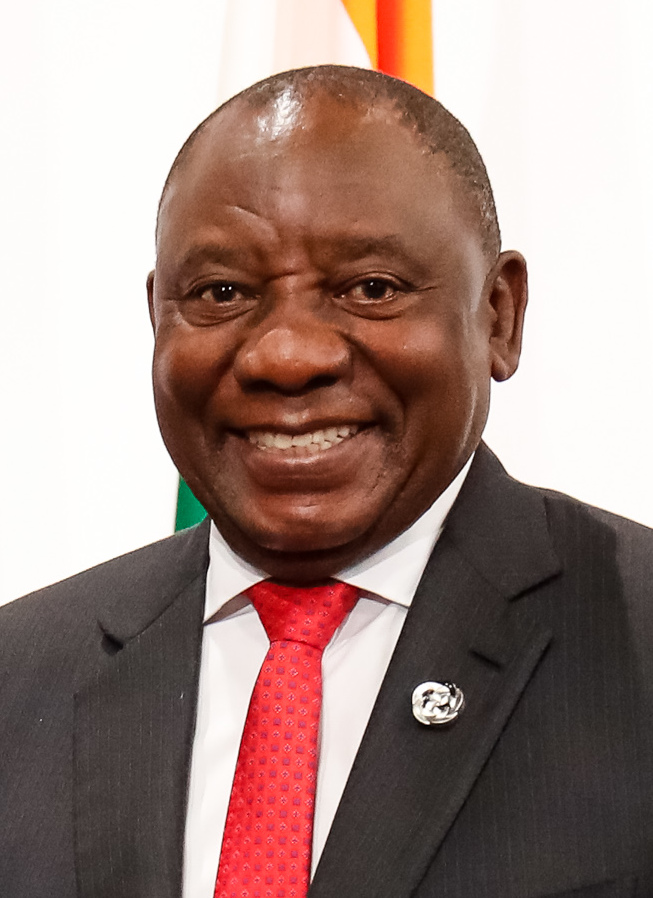
SAF سیریل رامافوزا، رئیس‌جمهور
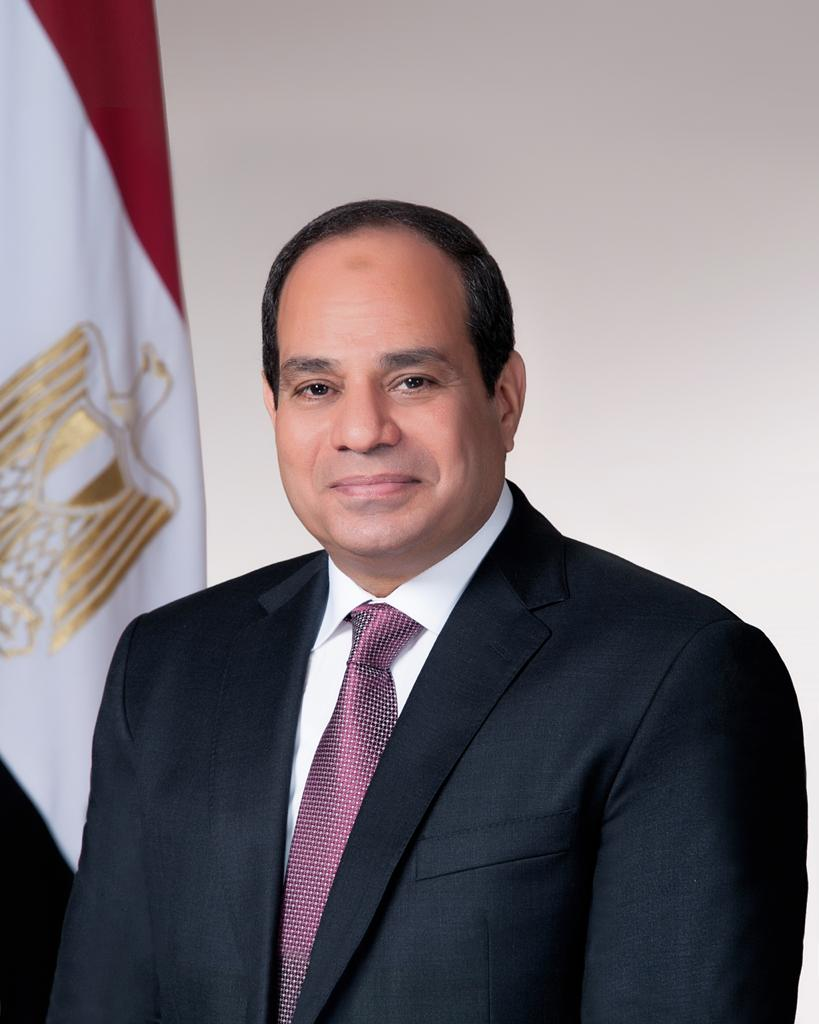
EGY عبدالفتاح السیسی، رییس جمهور
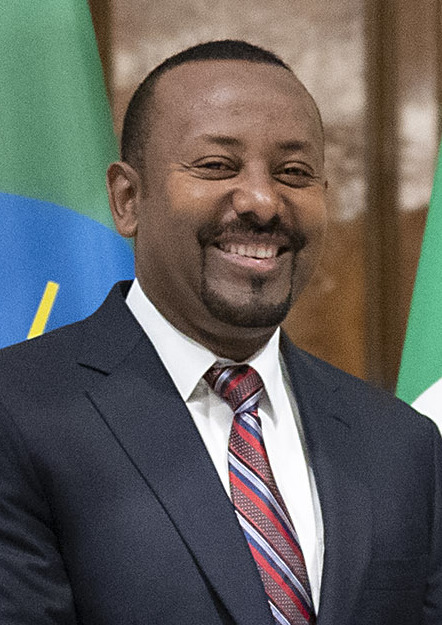
ETH آبی احمد، نخست وزیر
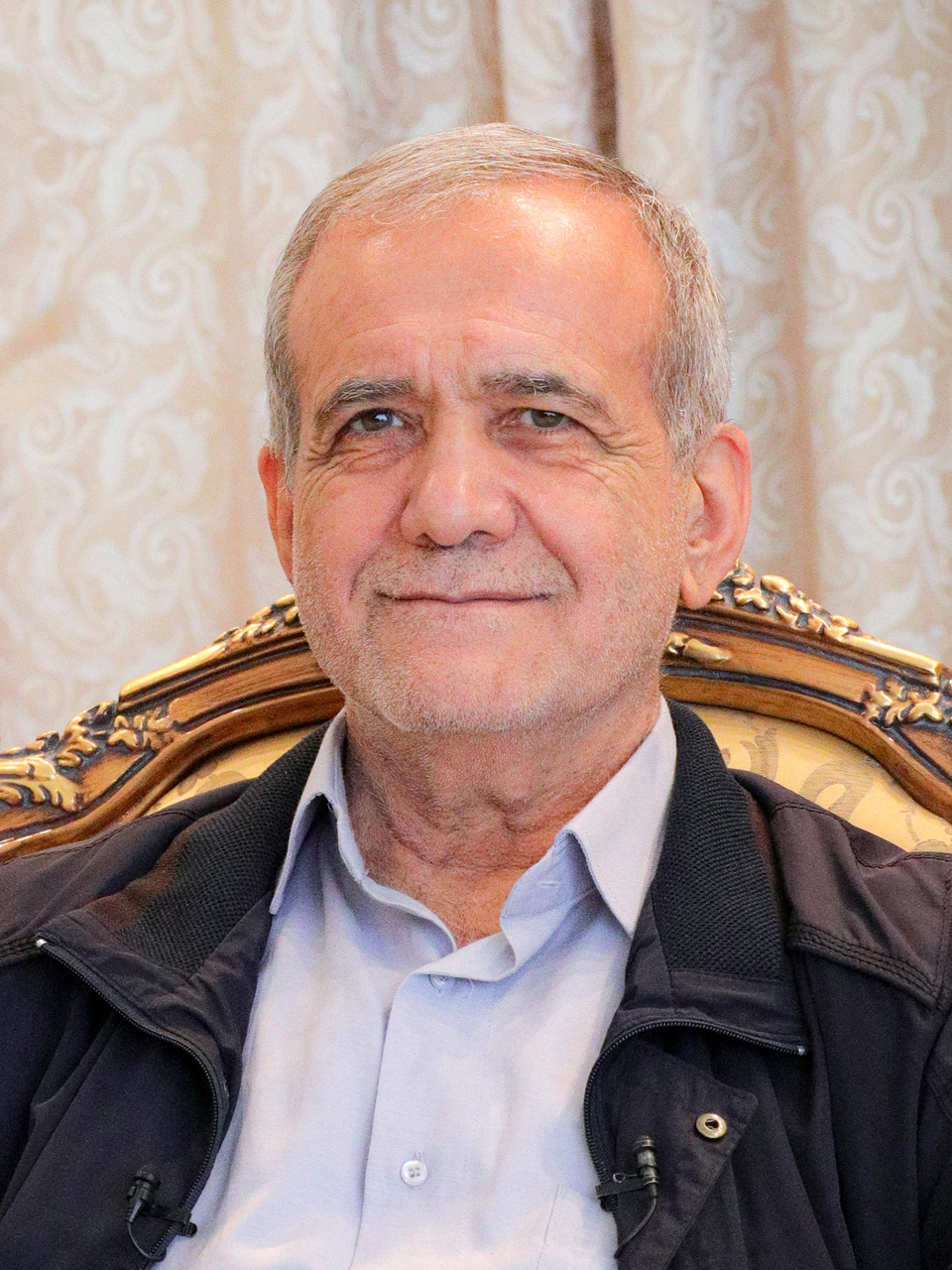
IRI مسعود پزشکیان، رییس جمهور
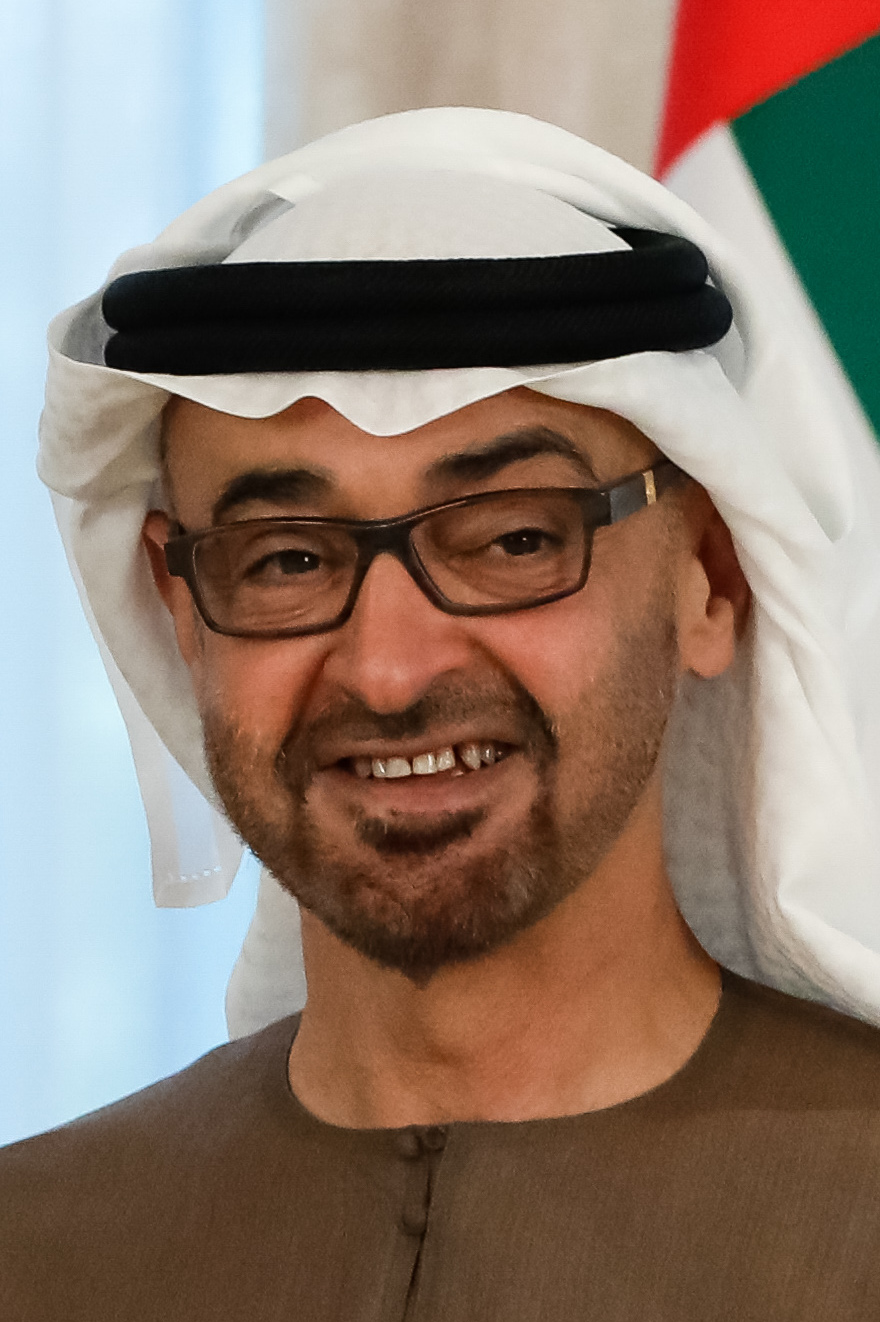
UAE محمد بن زاید، رییس جمهور

- برزیل
لوئیس ایناسیو لولا دا سیلوا، رئیس‌جمهور
- روسیه
ولادیمیر پوتین، رئیس‌جمهور (میزبان)
- هند
نارندرا مودی، نخست‌وزیر
- چین
شی جین پینگ، رئیس‌جمهور
- آفریقای جنوبی
سیریل رامافوزا، رئیس‌جمهور
- مصر
عبدالفتاح السیسی، رییس جمهور [۱۲][۱۳]
- اتیوپی
آبی احمد، نخست وزیر[۱۴][۱۵]
- ایران
مسعود پزشکیان، رییس جمهور[۱۳]
- امارات متحده عربی
 محمد بن زاید، رییس جمهور[۱۶]

## دیدارهای دوجانبه

### چین و روسیه
رئیس‌جمهور چین شی جین پینگ و رئیس‌جمهور روسیه ولادیمیر پوتین در کازان دیدار کردند. رؤسای جمهور روابط چین و روسیه را عمیق و بدون تغییر در هر موقعیت ژئوپلیتیکی متلاطم خواندند، و توافق کردند که باید در پیشبرد یکپارچگی همه‌جانبه ابتکار یک کمربند و یک جاده با اتحادیه اقتصادی اوراسیا پافشاری کنند، در نتیجه تسهیل و تقویت روابط عالی پیشرفت کیفی اقتصاد آنها طرفین توافق کردند که با توجه به هشتادمین سالگرد تأسیس سازمان ملل متحد و هشتادمین سالگرد پیروزی در جنگ جهانی دوم در سال ۲۰۲۵، چین و فدراسیون روسیه بر تقویت همکاری استراتژیک همه‌جانبه خود و حمایت از نظام بین‌الملل با محوریت سازمان ملل متحد پافشاری خواهند کرد. شرکت کنندگان قصد خود را برای تقویت چارچوب همکاری بریکس و دستیابی به "همکاری بزرگ " بیان کردند.
روسیه برای اجتناب از تحریم‌های ثانویه ایالات متحده به راه‌حل‌های پرداخت بین‌المللی جایگزین در میان کشورهای بریکس ابراز علاقه کرد.

### هند و چین
نارندرا مودی، نخست‌وزیر هند و شی جین پینگ، رئیس‌جمهور چین، اولین دیدار رسمی دوجانبه خود را در پنج سال گذشته، از زمان درگیری مرگبار بین نظامیان دو کشور در سال ۲۰۲۰، برگزار کردند. رهبران اعلام کردند که به توافقی دست یافته‌اند که به دنبال خلع کامل نیروها، یک بن‌بست چهار ساله را حل می‌کند. رئیس‌جمهور شی بر اهمیت دو تمدن باستانی در جنوب جهانی تأکید کرد و اظهار داشت که روابط هند و چین نمونه ای برای سایر کشورهای در حال ظهور خواهد بود.
مودی اظهار داشت که توسعه پایدار روابط هند و چین برای هر دو ملت و جمعیت آنها بسیار مهم است و بر رفاه و آینده ۲٫۸ میلیارد نفر تأثیر می‌گذارد و همچنین برای صلح و ثبات منطقه ای و جهانی مهم است. چین و هند این نشست را سازنده و مهم می‌دانند و توافق کردند که روابط چین و هند را از منظر استراتژیک و بلندمدت نزدیک کنند تا از تأثیرگذاری مسائل فردی بر روابط کلی بین دو کشور جلوگیری کنند.

### هند و ایران
نارندرا مودی، نخست‌وزیر هند و مسعود پزشکیان، رئیس‌جمهور ایران، دیدارهای دوجانبه ای داشتند که در مورد ادامه بندر چابهار، کریدور حمل و نقل بین‌المللی شمال-جنوب، بازسازی افغانستان، ارتباطات اقتصادی و تجاری به آسیای مرکزی و به حداقل رساندن درگیری اسرائیل و فلسطین گفتگو کردند.
رئیس‌جمهور پزشکیان دعوت هند برای بازدید از هند را پذیرفت.

### روسیه و آفریقای جنوبی
رئیس‌جمهور آفریقای جنوبی سیریل رامافوزا دیداری دوجانبه با رئیس‌جمهور روسیه ولادیمیر پوتین داشت که در آن او روسیه را «متحد ارزشمند» برای حمایت از آن در دوران آپارتاید خواند.

## افراد حاضر

### حضوری
نخست‌وزیر هند مودی و رئیس‌جمهور آفریقای جنوبی رامافوسا به جای نشست سران کشورهای مشترک المنافع در سال ۲۰۲۴ که در همان هفته در ساموآ برگزار شد، شرکت در اجلاس سران بریکس را انتخاب کردند. ایندیپندنت مشاهده کرد که این نشانه ای است که دو کشور مشترک المنافع «به حفظ روابط با چین و روسیه اهمیت بیشتری می‌دهند تا جاذبه‌های پراکنده تر.

### برخط
دو روز قبل از آغاز اجلاس، لولا داسیلوا، رئیس‌جمهور برزیل اعلام کرد که به دلیل خونریزی جزئی مغزی در پی سقوط، شخصاً در این نشست شرکت نخواهد کرد. با این حال، او اعلام کرد که از طریق ویدئو کنفرانس شرکت خواهد کرد. مائورو ویرا، وزیر امور خارجه، هیئت برزیلی را به جای داسیلوا رهبری کرد.